# Bonnie Greer

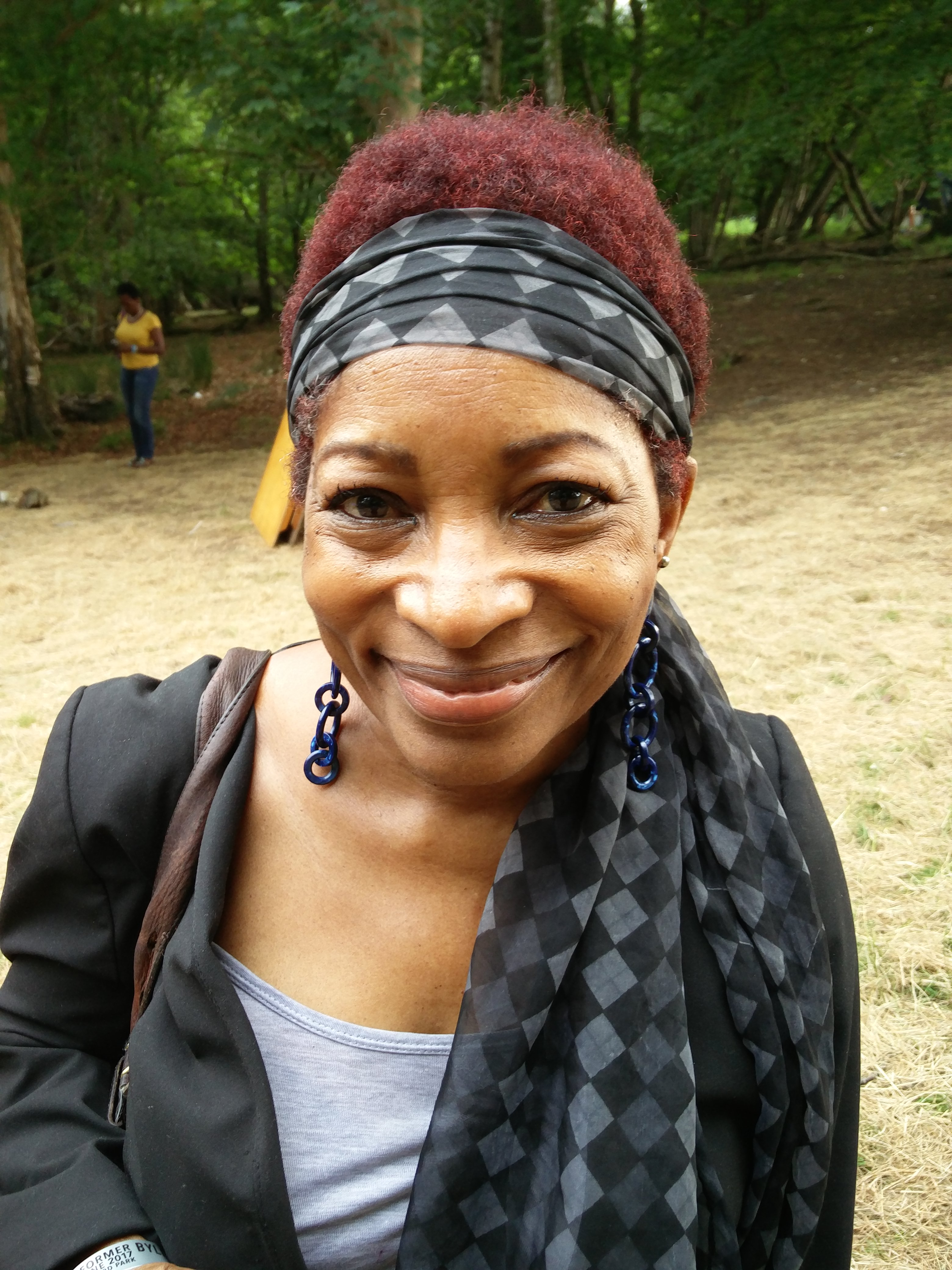
Bonnie Greer

Bonnie Greer, OBE (* 16. November 1948 in Chicago) ist eine US-amerikanisch-britische Schriftstellerin, Dramatikerin und Kritikerin. Sie ist zudem Kanzlerin der Kingston University.
Nach einem Studium bei David Mamet zog sie 1986 nach Großbritannien, wo sie neun Jahre später die britische Staatsbürgerschaft erhielt. Neben der künstlerischen Tätigkeit engagierte sie sich für die Öffnung des kulturellen Lebens für Minderheiten. 2005 wurde sie in den Verwaltungsrat des British Museums berufen, 2009 dann von Premierminister Gordon Brown zur Vizepräsidentin des Museums ernannt. 2010 wurde sie mit dem Order of the British Empire ausgezeichnet. Von 2011 bis 2015 war sie außerdem Präsidentin der Brontë Society.
Seit 2013 ist sie Kanzlerin der Kingston University.
2019 wurde sie in die Anthologie New Daughters of Africa von Margaret Busby aufgenommen.

## Werke (Auswahl)
Bücher
- Hanging by Her Teeth, Serpent’s Tail 1994. ISBN 1-85242-185-1.
- Entropy, Picnic Publishing 2009. ISBN 978-0-9560370-3-9.
- Obama Music, Legend Press 2009. ISBN 978-1-906558-24-6.
- Langston Hughes: the Value Of Contradiction, BlackAmber Books 2011. ISBN 978-1-906413-76-7.

Theaterstücke
- Munda Negra, 1993.
- Dancing On Blackwater, 1994.
- Jitterbug, 2001.

Musicals
- Solid.
- Marilyn and Ella.

Film
- White Men Are Cracking Up, 1996.

Opera
- Yes, Royal Opera House, Covent Garden, November 2011.